# Ariel Rodríguez (ur. 1986)
Eithel Ariel Rodríguez Araya (ur. 22 kwietnia 1986) – piłkarz kostarykański grający na pozycji pomocnika. Od 2010 jest zawodnikiem klubu Municipal Pérez Zeledón.

## Kariera klubowa
Swoją karierę piłkarską Rodríguez rozpoczął w klubie LD Alajuelense. W sezonie 2008/2009 zadebiutował w jego barwach w rozgrywkach kostarykańskiej Primera División. W 2010 roku przeszedł do klubu Municipal Pérez Zeledón, w którym swój debiut zanotował 25 lipca 2010 w wygranym 2:1 domowym meczu z Universidadem de Costa Rica.
| Sezon   | Klub                    | Kraj      | Rozgrywki        | Mecze | Bramki |
| ------- | ----------------------- | --------- | ---------------- | ----- | ------ |
| 2008/09 | LD Alajuelense          | Kostaryka | Primera División | ?     | ?      |
| 2009/10 | LD Alajuelense          | Kostaryka | Primera División | 23    | 1      |
| 2010/11 | Municipal Pérez Zeledón | Kostaryka | Primera División | 31    | 2      |
| 2011/12 | Municipal Pérez Zeledón | Kostaryka | Primera División | 37    | 1      |
| 2012/13 | Municipal Pérez Zeledón | Kostaryka | Primera División | 40    | 2      |
| 2013/14 | Municipal Pérez Zeledón | Kostaryka | Primera División |       |        |

## Kariera reprezentacyjna
W dorosłej reprezentacji Kostaryki Rodríguez zadebiutował 19 stycznia 2013 w wygranym 1:0 meczu Copa Centroamericana 2013 z Belize. W tym samym roku dostał powołanie do kadry na Złoty Puchar CONCACAF 2013.